# Benkhelil
Benkhelil è un comune dell'Algeria, situato nella provincia di Blida.